# Кочнева, Анна
Анна (Ася) Кочнева в замужестве Анна Кочнева-Люкин (родилась 25 января 1970 года, Москва) — советская гимнастка (художественная гимнастика). Мастер спорта СССР международного класса (художественная гимнастика).

## Спортивная карьера
- 1987 год — чемпионка мира в выступлениях с булавами (разделила первое место с Бьянкой Пановой).
- 1987 год — бронзовая медалистка в выступлениях с обручем.
- 1987 год — бронзовая медалистка в выступлениях со скакалкой (разделила третье место с Мариной Лобач).

Тренер — Н. Карпушенко.
Завершила спортивную карьеру в 1989 году.

## Личная жизнь
Анна Кочнева замужем за бывшим советским гимнастом и олимпийским чемпионом Валерием Люкиным . Их дочь, Настя Люкин, американская гимнастка (спортивная гимнастика), олимпийская чемпионка 2008.